# Rada (álbum)
Rada es el primer álbum solista de Rubén Rada. Fue editado en Uruguay en 1969 por el sello Sondor, y reeditado a partir de 1983 como Las manzanas.

## Historia
A comienzos de 1969 Rada era famoso en Uruguay, más por sus participaciones humorísticas en el programa televisivo El show del mediodía que por su trayectoria musical. Esto pese a que había integrado diversos conjuntos y había sido cantante principal en la popular banda Los Hot Blowers (bajo el seudónimo de Richie Silver).
El 26 de julio de 1969 se iba a realizar la segunda Musicasión en el Teatro El Galpón. Rada pasó por el teatro durante el ensayo previo y Eduardo Mateo lo invitó a participar del espectáculo. Rada salió a la calle y volvió dos horas después con un tema compuesto para presentar en la noche: "Las manzanas". La canción se convirtió en un éxito desde la misma presentación, resultando el primer fenómeno popular del candombe beat.
Sondor editó el primer disco simple de Rada, con "Las manzanas" de un lado y la canción "Aquel payaso" del otro, generando que el artista alcanzara un pico de popularidad durante el año. También, en 1969, la participación de Rada en el IV Festival Internacional da Canção motivó que el sello Epic editara en Brasil un simple con "Escapa" como cara A y "Las manzanas" como cara B.
Debido al reconocimiento alcanzado, el sello Sondor se apuró a grabar el primer LP de Rada y lo editó en octubre de ese mismo año.
El álbum muestra diversas facetas de Rada: cantante pop, baladista romántico, pionero del candombe beat, histrión. Es además una muestra del gran virtuosismo que tiene Rada como cantante.
Rada fue editado por primera vez en Argentina en 1983, durante el pico de popularidad del artista en ese país, por el sello RCA, con el nombre Las manzanas y con diferente arte de tapa. El álbum fue reeditado en formato CD en Uruguay, por Sondor, en 1998, respetando el arte de tapa de la edición original pero renombrando al álbum como Las manzanas. En Argentina fue reeditado en formato CD en 2007 por GLD, también como Las manzanas y con nuevo arte de tapa.

## Lista de canciones
Todas las composiciones son de Rada, salvo las indicadas.
| Lado A |                                                 |          |  |
| N.º    | Título                                          | Duración |  |
| 1.     | «Ahora Sí Puedo Gritar» (Rada y Manolo Guardia) | 4:15     |  |
| 2.     | «Amigo»                                         | 2:50     |  |
| 3.     | «Nunca le Compres una Guitarra a tu Novio»      | 2:16     |  |
| 4.     | «Aquel Payaso»                                  | 2:58     |  |
| 5.     | «Que Tonto Soy»                                 | 3:24     |  |
| 6.     | «Solo he de Quedar»                             | 2:02     |  |

| Lado B |                                                                |          |  |
| N.º    | Título                                                         | Duración |  |
| 1.     | «Las Manzanas»                                                 | 3:01     |  |
| 2.     | «Escapa» (Rada y Guardia)                                      | 3:27     |  |
| 3.     | «Dámelo»                                                       | 2:57     |  |
| 4.     | «Parlame D'Amore» (Rada y Guardia)                             | 2:42     |  |
| 5.     | «Guantanamera, Una Lágrima Tuya» (Tradicional y Mariano Mores) | 6:49     |  |

## Personal
- Ruben Rada: voz y percusión
- Federico García Vigil: bajo
- Daniel "Bachicha" Lencina: trompeta
- Manolo Guardia: piano
- Tomás "Chocho" Paolini: saxo
- Carlos "Bebe" Bassi: batería
- Eduardo Useta: guitarra
- Chichito Cabral: percusión

Los arreglos y la dirección musical estuvieron a cargo de Manolo Guardia. La producción fue realizada por Enrique Cuadrado Gambardella.